# 浅川 (北九州市)
浅川（あさかわ）は福岡県北九州市八幡西区の地名。浅川一丁目から二丁目の町がある。住居表示実施済み。郵便番号は807-0872。

## 地理
八幡西区の北部西側に位置し、北に浅川学園台、東から南に藤原、南西に浅川台、西に浅川日の峯と接する。

### 河川
- 普通河川 中島川
- 普通河川 宿ノ内川

## 地域の特徴
町域の西縁付近を市道の折尾青葉台線が走り、市道の折尾頓田線が南部の一丁目と北部の二丁目とを分けて東西に走る。二丁目の西縁を宿ノ内川が北流し、二丁目の北部を中島川が西流する。北部の中島川沿いは古い集落が残り、二丁目は区画整理された住宅地になっている。

二丁目に浅川保育園，浅川本村公民館，浅川霊園がある。

## 歴史
一丁目は昭和50年代後半に土地区画整理事業で形成された住宅地である。

### 沿革
- 1983年（昭和58年）6月1日 - 浅川一丁目 - 二丁目新設[5][6]。
- 1992年（平成4年）4月21日 - 浅川二丁目の一部が浅川学園台になる[7]。
- 2003年（平成15年）6月1日 - 大字浅川の一部を浅川一丁目 - 二丁目に編入[8][9]。

### 町名の変遷
| 実施内容          | 実施年月日               | 実施後     | 実施前         |
| ----------------- | ------------------------ | ---------- | -------------- |
| 町名新設 住居表示 | 1983年（昭和58年）6月1日 | 浅川一丁目 | 大字浅川の一部 |
| 町名新設 住居表示 | 1983年（昭和58年）6月1日 | 浅川二丁目 | 大字浅川の一部 |

## 世帯数と人口
2025年（令和7年）3月31日現在（北九州市発表）の世帯数と人口は以下の通りである。
| 町         | 世帯数    | 人口    |
| ---------- | --------- | ------- |
| 浅川一丁目 | 572世帯   | 1,158人 |
| 浅川二丁目 | 679世帯   | 1,367人 |
| 計         | 1,251世帯 | 2,525人 |

### 人口の変遷
国勢調査による人口の推移。
| 1995年（平成7年）  | 1,464人 | [ 10 ] |  |
| 2000年（平成12年） | 1,375人 | [ 11 ] |  |
| 2005年（平成17年） | 2,136人 | [ 12 ] |  |
| 2010年（平成22年） | 2,819人 | [ 13 ] |  |
| 2015年（平成27年） | 2,843人 | [ 14 ] |  |
| 2020年（令和2年）  | 2,711人 | [ 15 ] |  |

### 世帯数の変遷
国勢調査による世帯数の推移。
| 1995年（平成7年）  | 549世帯   | [ 10 ] |  |
| 2000年（平成12年） | 561世帯   | [ 11 ] |  |
| 2005年（平成17年） | 890世帯   | [ 12 ] |  |
| 2010年（平成22年） | 1,183世帯 | [ 13 ] |  |
| 2015年（平成27年） | 1,219世帯 | [ 14 ] |  |
| 2020年（令和2年）  | 1,209世帯 | [ 15 ] |  |

## 学区
市立小・中学校に通う場合、学区は以下の通りとなる。
| 町         | 街区      | 小学校               | 中学校               |
| ---------- | --------- | -------------------- | -------------------- |
| 浅川一丁目 | 1 - 24番  | 北九州市立光貞小学校 | 北九州市立浅川中学校 |
| 浅川一丁目 | 25 - 27番 | 北九州市立浅川小学校 | 北九州市立浅川中学校 |
| 浅川二丁目 | 全域      | 北九州市立浅川小学校 | 北九州市立浅川中学校 |

## 交通

### バス
域内のバス停と系統は以下のとおりである。
| 運行事業者 | 運行事業者   | 北九州市交通局 | 北九州市交通局 | 北九州市交通局 | 北九州市交通局 | 北九州市交通局 | 北九州市交通局 | 北九州市交通局 | 北九州市交通局 | 北九州市交通局 | 北九州市交通局 | 北九州市交通局      |
| 系統       | 系統         | 11             | 54             | 63             | 64             | 65             | 70             | 87             | 90             | 91             | 臨時 折尾駅    | 臨時 グリーンパーク |
| 停留所     | 浅川入口     | ○              | ○              |                |                |                | ○              | ○              | ○              | ○              |                |                     |
| 停留所     | 浅川交差点   |                |                | ○              | ○              | ○              |                |                |                |                | ○              | ○                   |
| 停留所     | 浅川二丁目   |                |                | ○              | ○              | ○              |                |                |                |                | ○              | ○                   |
| 停留所     | 浅川中学校前 |                |                | ○              | ○              | ○              |                |                |                |                |                | ○                   |

## 施設

### 公共施設
- 浅川本村公民館

### 商業施設
- 業務スーパー 折尾店

### 社会福祉施設
- 浅川保育園

### 公園
- 浅川一丁目公園
- 浅川一丁目西公園
- 大谷公園

### その他
- 北九州市立浅川霊園